# Cotoneaster zeravschanica
Cotoneaster zeravschanica är en rosväxtart som beskrevs av Antonina Ivanovna Pojarkova. Cotoneaster zeravschanica ingår i släktet oxbär, och familjen rosväxter. Inga underarter finns listade i Catalogue of Life.